# Don't Follow
Don't Follow é uma canção da banda de rock americana Alice in Chains, composta pelo guitarrista Jerry Cantrell. É o último single do EP Jar of Flies de 1994. O single alcançou a 25ª posição do ranking Mainstream Rock Tracks da Billboard, e permaneceu na parada durante 7 semanas. A canção é conhecida por ser muito suave e triste como muitas das canções em Jar of Flies.

## Créditos
- Jerry Cantrell – vocais, guitarra
- Layne Staley – vocais
- Mike Inez – contrabaixo
- Sean Kinney – bateria, percussão
- David Atkinson – harmônica

## Ranking
| Chart (1994)                               | Peak position |
| ------------------------------------------ | ------------- |
| Estados Unidos (Billboard Mainstream Rock) | 25            |